# 西部ユグル語
西部ユグル語（Western Yugur, yoɣïr lar または yoɣïr śoz, 西部裕固語）はユグル族によって話されるチュルク語族シベリア・チュルク語群に属す言語。中国甘粛省に分布する。同じユグル族の言語でも東部ユグル語はモンゴル語族に属する。古ウイグル語の末裔にあたるが、現代ウイグル語とは別系統で、相互理解可能性もない。